# ایندیاناپلیس ۵۰۰ ۲۰۲۴
ایندیاناپولیس ۵۰۰ سال ۲۰۲۴ که به عنوان صد و هشتمین مسابقه ایندیاناپولیس ۵۰۰ شناخته میشود، یک مسابقه ۵۰۰ مایلی (۸۰۴.۵ کیلومتری، ۲۰۰ دور) در فصل ۲۰۲۴ سری مسابقات ایندی‌کار بود که در روز یکشنبه ۲۷ می ۲۰۲۴ در پیست ایندیاناپولیس موتور اسپیدوی در ایندیانا، ایالات متحده برگزار شد. 
جوزف نیوگاردن همراه با تیم پنسکی به عنوان مدافع برد وارد این مسابقه میشد. هم تیمی او اسکات مک‌لاگلین با میانگین سرعت ۲۳۴.۲۲۰ مایل در ساعت (۳۷۶.۹۴۱ کیلومتر در ساعت) که سریع ترین میانگین سرعت در تاریخ تعیین خط این مسابقه (و دومین سرعت مقدماتی) در تاریخ ایندی است، پول پوزیشن این مسابقه را کسب کرد. مک‌لاگلین، نیوگاردن و هم تیمی آنها ویل پاور هر سه جایگاه را در ردیف اول را به خود اختصاص داده بودند، اولین بار برای یک تیم از زمان ایندیاناپلیس ۵۰۰ سال ۱۹۸۸.
صبح روز مسابقه رعد و برق شدید منطقه را فرا گرفت. مسابقه با چهار ساعت تاخیر انجام شد، اما بدون وقفه مسابقه تا پایان برگزار شد. جوزف نیوگاردن پس از پشت سر گذاشتن پاتو اووارد برای سومین بار در مسابقه در دور آخر برای دومین بار  پیروز خود در ایندیاناپولیس ۵۰۰ جشن گرفت. این چهارمین ایندیاناپولیس ۵۰۰ بود که پس از سال‌های ۲۰۰۶، ۲۰۱۱ و ۲۰۲۳ در آخرین دور مسابقه برنده تغییر می‌کرد. نیوگاردن اولین راننده‌ای بود که دو سال متوالی از زمان قهرمانی هلیو کاسترونوز در سال‌های ۲۰۱۱–۲۰۱۲ در این مسابقه پیروز شد. این برد بیستمین پیروزی در ایندی‌کار برای تیم پنسکی و مالک این تیم راجر پنسکی و دومین پیروزی برای این تیم از زمانی که پنسکی پیست را در اواخر سال ۲۰۱۹ خریداری کرد بود.

## پیش زمینه مسابقه

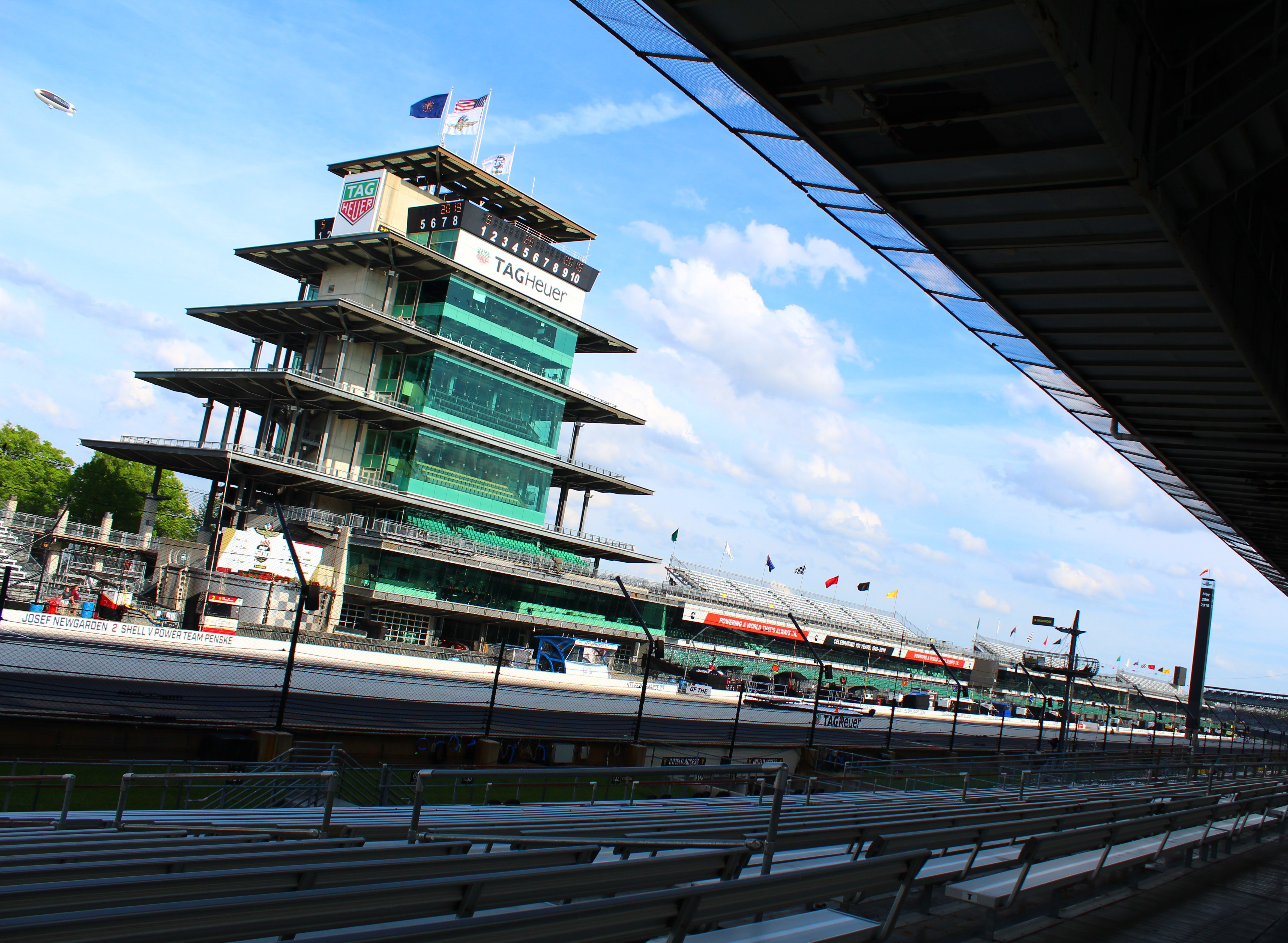
برج کنترل، که مقامات برگزاری، شبکه های تلویزیونی و سوئیت‌های برای مهمانان را در خود جای داده است، نمادی در پیست ایندیاناپولیس موتور اسپیدوی

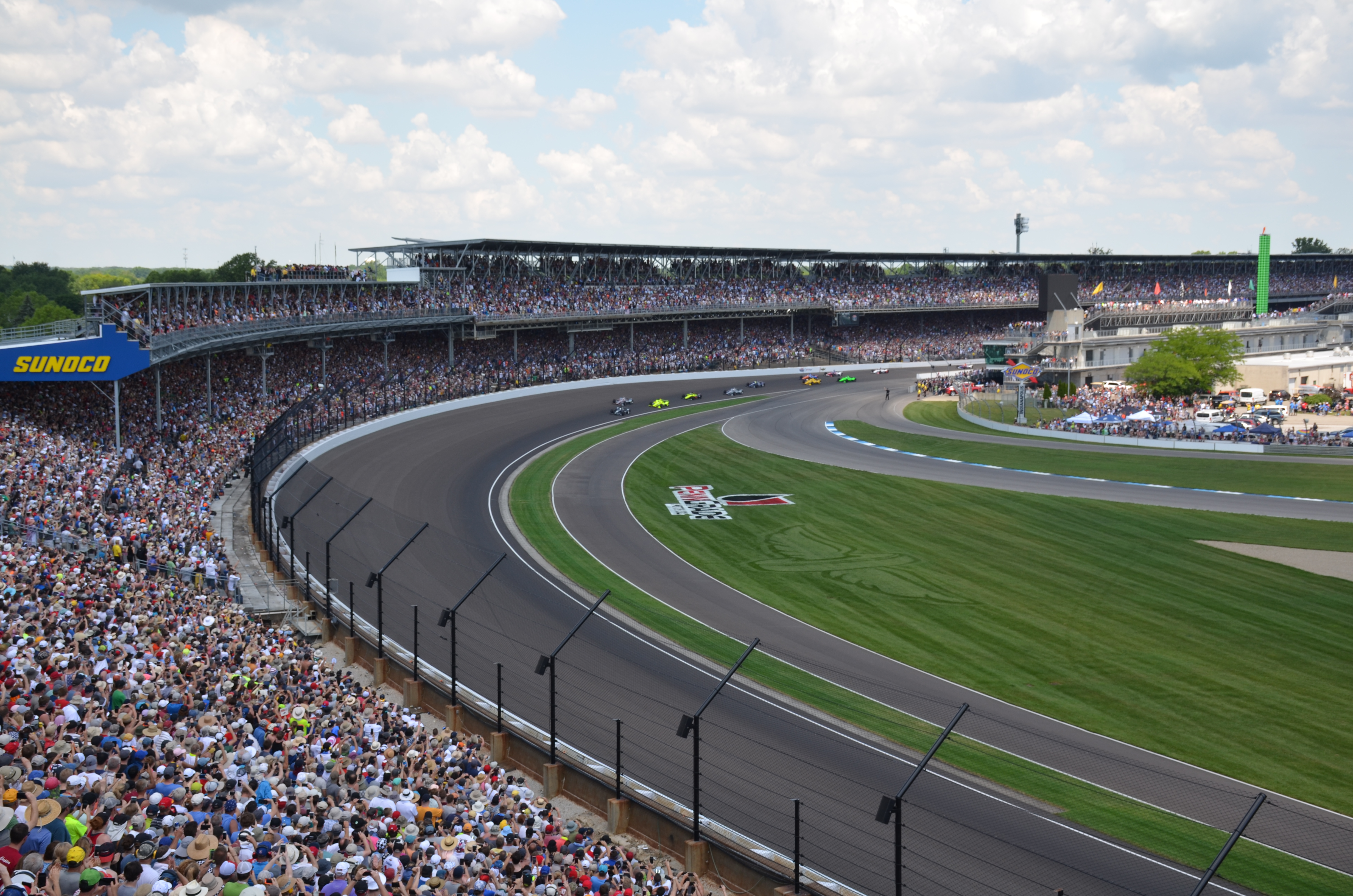
پیچ شماره یک پیست که شاهد سبقت های بسیار زیادی در دور اول مسابقه است

ایندیاناپولیس ۵۰۰ که معمولاً با نام ایندی ۵۰۰ شناخته می شود، یک مسابقه ۵۰۰ مایلی (۸۰۰ کیلومتری) است که در پیست موتوری ایندیاناپولیس، یک پیست بیضی شکل سنگفرش ۲.۵ مایلی (۴.۰۲ کیلومتری) برگزار می شود. این رویداد یک مسابقه از سری مسابقات سری ایندی‌کار است. این رویداد توسط «خودرو های ایندی»، ترکیبی از اتومبیل‌های مسابقه‌ای در سطح حرفه‌ای، تک صندلی، کابین باز، چرخ‌باز، و اتومبیل‌های مسابقه‌ای هدفمند به رقابت می‌پردازد. این مسابقه معتبرترین رویداد تقویم سال سری ایندی‌کار و یکی از قدیمی ترین و مهم ترین مسابقات اتومبیل رانی در جهان است.

### تغییرات قوانین
برنامه‌هایی که برای معرفی موتور جدید ۲.۴ لیتری موتور هیبریدی برای سال ۲۰۲۴ در اواخر سال ۲۰۲۲ تایید شده بود لغو شد. 
یک طرح اصلاح شده برای اصلاح موتور های ۲.۲ لیتر توین توربو شارژ موتور وی۶ با سامانه بازیابی انرژی جنبشی پیشنهاد شد. این سامانه کمکی هایبریدی ابتکاری قرار بود در رویداد آخر سن‌پترزبورگ در ۱۰ مارس اتفاق بیافتد اما در ۷ دسامبر ۲۰۲۳، ایندی‌کار اعلام کرد که معرفی آن تا پس از ایندیاناپولیس ۵۰۰ به تعویق خواهد افتاد.

#### بهبود مسیر پیست
- ۱۷۰۰ فوت (۵۱۸.۱۶ متر) حصار در امتداد داخل پیچ سه نصب شده است.[۱۱]
- ۸۰۰ فوت (۲۴۳.۸۴ متر) موانع ایمنی جدید در امتداد داخل پیچ چهار نصب شده است.
- 85 فوت (۲۵.۹۰۸ متر) سنگ ایمنی (نوعی سنگ ریزه برای کم کردن سرعت خودرو در صورت تصادف یا از دست رفتن کنترل) جدید در امتداد داخل پیچ شمالی نصب شده است که جایگزین نرده‌های قدیمی شده است.[۱۱]

همه سد های ایمنی موجود با فوم جدید ارتقا یافته اند.
- موزه پیست ایندیاناپولیس موتور اسپیدوی در نوامبر ۲۰۲۳ به دلیل بازسازی های اساسی بسته شد. قرار است پس از یک پروژه بازسازی و نوسازی ۸۹ میلیون دلاری در سال ۲۰۲۵ بازگشایی شود.[۱۲]

### اسپانسر
در ۲۵ مه ۲۰۲۲، اعلام شد که شرکت خدمات مالی آنلاین گین‌بریج به توافقی چند ساله برای تمدید حقوق نامگذاری با مسابقه ایندیاناپولیس ۵۰۰ دست یافته است. 
مدت زمان این تمدید تاریخی نامعلوم بود. این دومین قراداد این کمپانی با مسابقه ایندیاناپولیس ۵۰۰ بود. 
گینبریج در ابتدا قراردادی چهار ساله امضا کرد که از سال ۲۰۱۹ تا ۲۰۲۲ اعتبار داشت.

## لیست ورودی

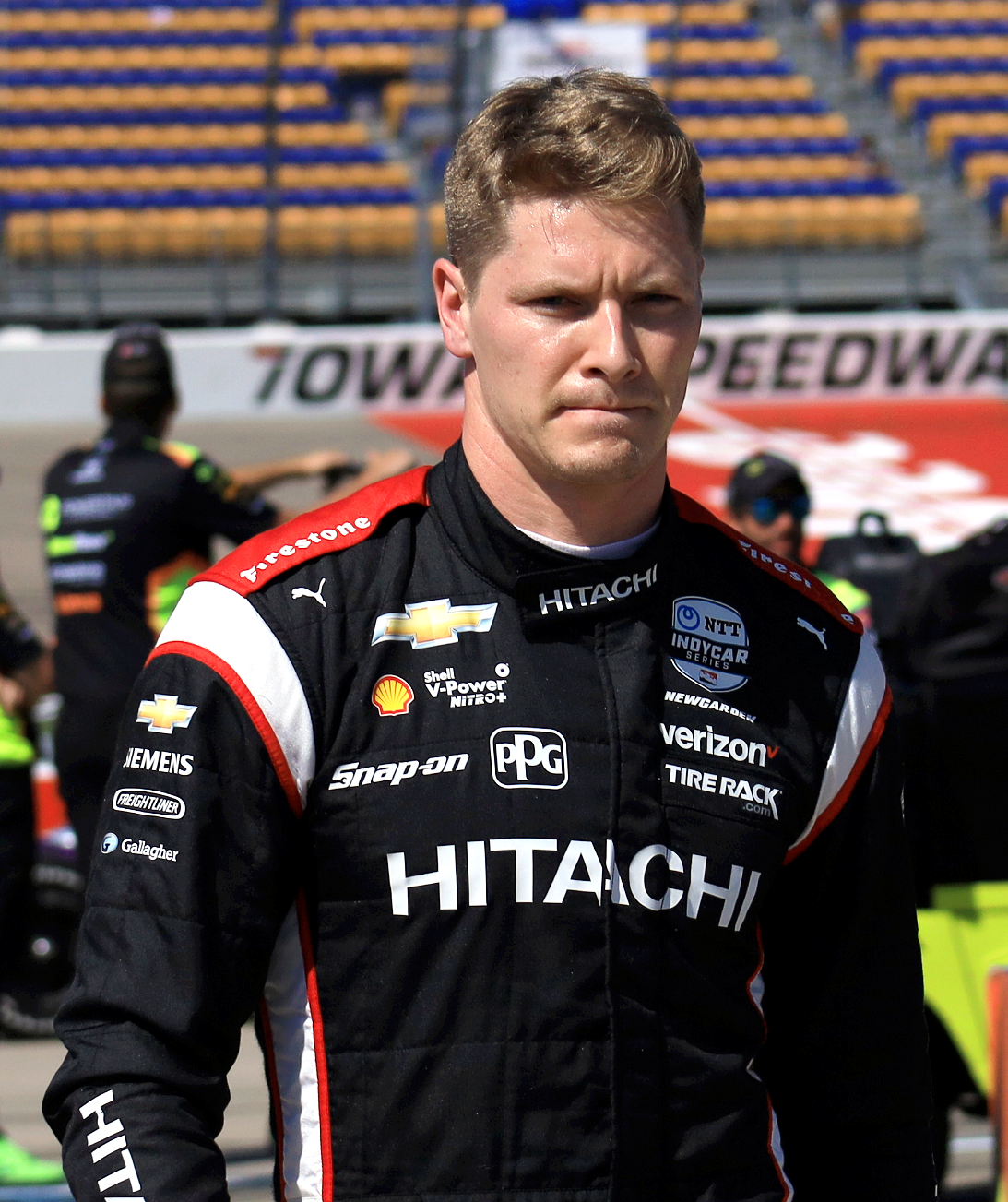
جوزف نیوگاردن به عنوان برنده ایندیاناپولیس ۵۰۰ ۲۰۲۳ و مدافع برد وارد مسابقه میشد.

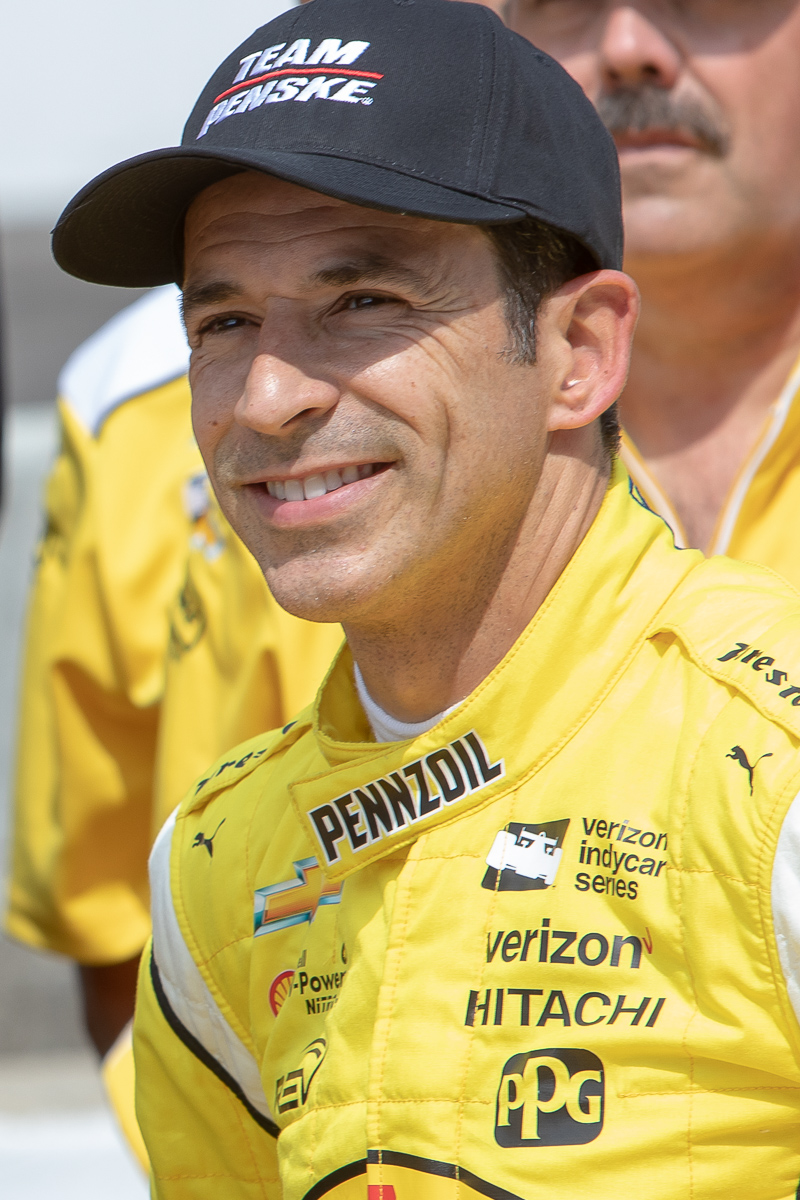
برنده چهار بار این مسابقه هلیو کاسترونوز بیشترین شروع قبلی را در بین رانندگان با ۲۳ حضور داشته است.

تمامی رانندگان و تیم ها از یک شاسی دلارا آی‌آر۱۸ با کیت بدنه جهانی ۲۰۲۰ استفاده می‌کردند. هوندا و شورولت تنها ارائه دهندگان موتور فعلی هستند و تیم ها قادر به انتخاب یک موتور از این دو برند برای خودروهای خود هستند. فایرستون تامین کننده انحصاری تایر این مسابقه بود. ۳۴ راننده برای این مسابقه تایید شده بودن، از جمله هشت راننده برنده سابق و هفت نفر تازه کار.

## مسابقه

### پایان
آخرین بار تعویض لاستیک ها در دور ۱۷۰ انجام شد. پس از آخرین پیت استاپ ها، جوزف نیوگاردن جلوتر از اسکات دیکسون و پشت سر راننده های ارو مک لارن، الکساندر روسی و پاتو اووارد در پیست قرار گرفت. روسی از کنار دیکسون گذشت و نبردی را با نیوگاردن آغاز کرد برتری مسابقه بارها بین این دو راننده جابجا شد. در دور ۱۸۷، اووارد برای رده سوم از اسکات دیکسون گذشت و در دور ۱۹۰ از الکساندر روسی برای رتبه دوم گذشت و شروع به رقابت برای برد با نیوگاردن کرد. در دور آخر، اووارد با موفقیت یک سبقت را تکمیل کرد تا در آستانه اولین پیروزی خود در مسابقه ایندیاناپلیس ۵۰۰ باشد، اما با ورود به پیچ ۳ توسط نیوگاردن به رده دوم برگشت.

جوزف نیوگاردن پس از هلیو کاسترونوز که در سال‌های ۲۰۰۱ و ۲۰۰۲ برنده این مسابقه شده بود اولین راننده‌ای بود که دو بار پیاپی در ایندیاناپولیس ۵۰۰ پیروز میشد. او همچنین ششمین راننده در تاریخ مسابقه شد که دو مسابقه متوالی را پیروز میشد و به رانندگان کاسترونوز، ویلبر شاو، موری رز، بیل ووکویچ و آل اونسر پیوست. علاوه بر این، نیوگاردن یک جایزه ۴۴۰۰۰ دلاری از بورگ‌وارنر برای برنده شدن در دو مسابقه متوالی دریافت کرد.

این پیروزی بیستمین برد ایندی ۵۰۰ برای تیم پنسکی بود. سری ایندی‌کار در ابتدا اعلام کرد که ۱۸ راننده حداقل یک دور در طول مسابقه پیشتاز این مسابقه بوده‌اند، اما پس از بررسی نهایی یک فهرست اصلاح شده با تنها ۱۶ پیشتاز در طول مسابقه منتشر شد. تعداد پیشتازان مسابقه یک رکورد جدید برای تعداد راننده پیشتاز در یک مسابقه ایندیاناپولیس ۵۰۰ تاریخ بود. 

کایل لارسون. پس از کسب رتبه پنجم در تعیین خط و کسب رتبه هجدهم در مسابقه، به عنوان تازه کار مسابقه انتخاب شد.